# 패션 워크

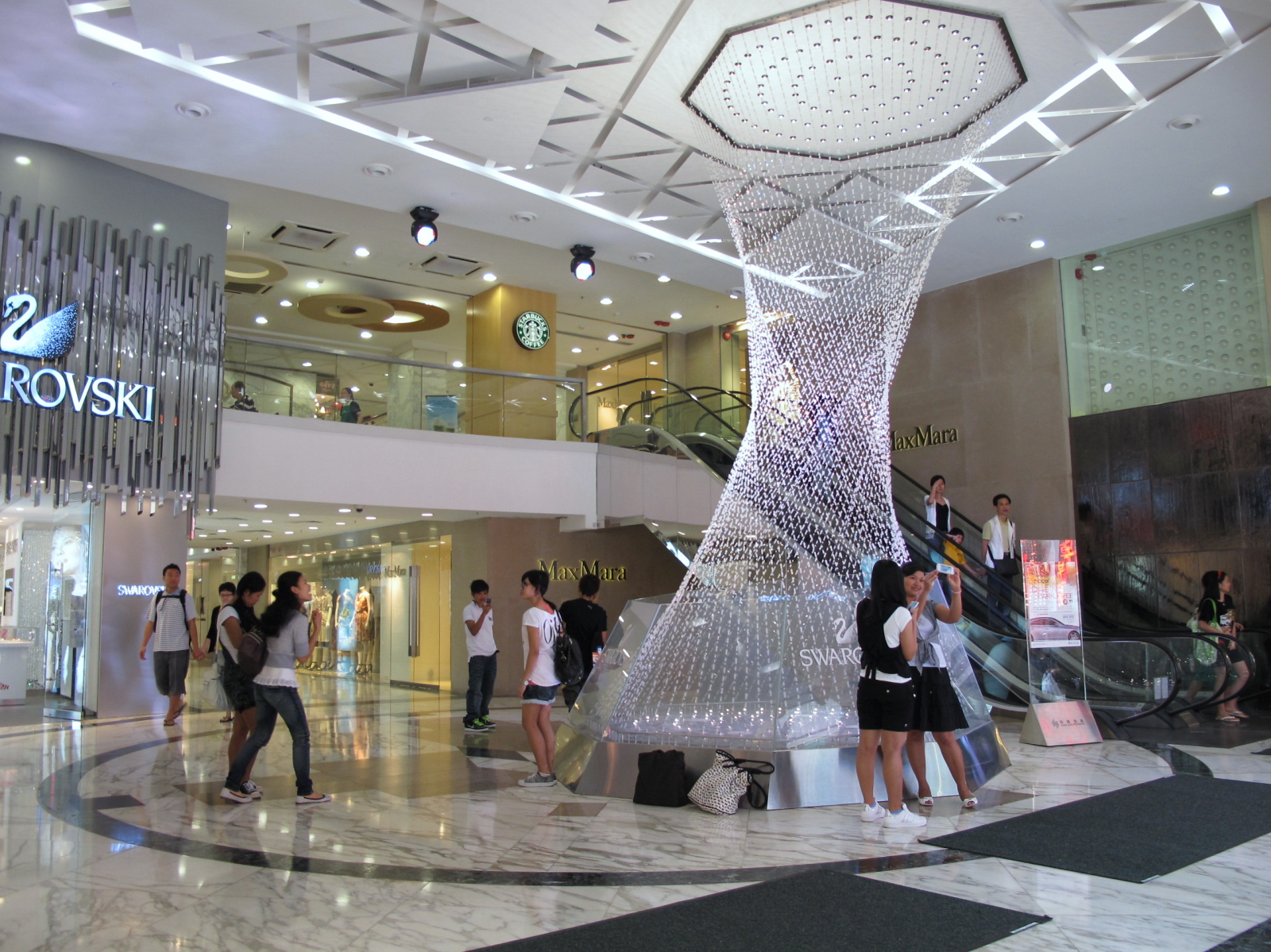
내부 전경 (2010년 당시 촬영)

패션 워크(Fashion Walk)는 홍콩 코즈웨이베이에 위치한 쇼핑센터이다. 그러나 해당 쇼핑몰은 코즈웨이베이의 패터슨 가도와 그레이트 조지 가도, 킹스턴 가도, 클리블랜드 가도 등의 주위를 둘러 쌓여 있는 것으로 전하고 있다. 한국의 압구정동에 상당한 거리이기도 하다.

## 유래
패션의 거리답게, 이름과 같이 패션 피플이 모여드는 거리로, 홍콩이나 마카오, 중화인민공화국, 중화민국 등 중화권이나 일본 뿐만 아니라 세계 각지의 쇼핑객들의 아지트로 알려져 올 정도로 널리 사랑받은 거리이다. 또한 레스토랑이나 식당 등을 비롯한 각종 음식점을 위시하고 있는 먹거리 타운과 더불어 아기자기한 카페가 많아 젊은이들이 많아 북적이는 장소로 알려져 왔다.

## 교통편
- 홍콩 지하철 : 공도선 코즈웨이베이역 E번 출구로 빠져 나와야 함.

## 같이 보기
- 홍콩의 쇼핑센터 목록(영어판)
- 펄시티 맨션